# Federazione cestistica di Timor Est
La Federazione cestistica di Timor Est è l'ente che controlla e organizza la pallacanestro a Timor Est.
La federazione controlla inoltre la nazionale di pallacanestro di Timor Est. Ha sede a Dili e l'attuale presidente è Alberto Xavier Pereira Carlos.
È affiliata alla FIBA dal 2013 e organizza il campionato di pallacanestro di Timor Est.